# Кушукавашко македонско благотворително братство
Кушукавашкото македонско благотворително културно-просветно братство „Идеал“ е организация на бежанците от областта Македония, установили се в Кошу Кавак.

## История
Делегат от Кошу Кавак на обединителния конгрес на СМЕО и МФРО от януари 1923 година е Антон Янев.
Братството е основано на 3 февруари 1926 година на учредително събрание с председател Христо Шипски. Илинден е определен за патронен празник. Основателите са Вангел Георгиев, Димитър Янев, Димитър Ташков, Димитър Петров, Тенчо Чергаров, Юрдан Адамов, Диньо Мимиев, Константин Лазаров, Кирил Донев, Димитър Николов, Йордан Каранджулов, Стойчо К. Лазаров, Христо Д. Янев и Тома Василев. В настоятелството влизат Димитър Янев (председател), Христо Щипски (подпредседател), Димитър Петров (секретар), Тенчо Чергаров (касиер), Димитър Ташков (съветник), Юрдан Каранджулов (съветник) и Петър Георгиев (съветник).